# James Howard, 3. Earl of Suffolk
James Howard, 3. Earl of Suffolk (* 10. Februar 1620; † 7. Januar 1689) war ein englischer Adliger.

## Leben
James Howard wurde im Februar 1620 in Walden, dem Familiensitz dieses Zweiges der englischen Adelsfamilie Howard, geboren und dort am 10. Februar 1620 getauft. Sein Taufpate war König Jakob I. von England. Die Nähe zum neuen Königshaus der Stuart brachte es mit sich, dass er bereits als sechsjähriges Kind anlässlich der Krönung des Königs Karl I. am 1. Februar 1626 zum Ritter geschlagen wurde. Er starb am 7. Januar 1689 und wurde am 19. Januar 1689 in Walden begraben.

## Politische und militärische Laufbahn
James Howard, der vor dem Tode seines Vaters bis 1640 den Höflichkeitstitel Lord Walden führte, nahm mit 24 von ihm gestellten und ausgerüsteten Reitern 1639 am Kriegszug Karls I. gegen die Schotten teil. Nach dem Tode seines Vaters erbte er dessen Titel Earl of Suffolk. Im Juni 1640 ernannte der König ihn zum Lord Lieutenant von Suffolk.  Dieses Amt wurde  ihm am 5. Mai 1641 vom Parlament bestätigt, denn er hatte bei Beginn des Bürgerkrieges als einer der wenigen Mitglieder des House of Lords sich auf die Seite des Parlaments gestellt. Ein gewisses Misstrauen gegen ihn von Parlamentsseite muss aber wohl bestanden haben, denn man vertraute ihm kein militärisches Kommando an.
Er gehörte aber 1646 der Parlamentsdelegation mit weiteren sechs Peers an, die zu Verhandlungen zum König nach Newcastle upon Tyne geschickt wurde. Die Verhandlungen blieben ergebnislos. Das Misstrauen gegen ihn bestand offensichtlich fort, denn er wurde am 8. September 1647 des Hochverrats angeklagt. Wahrscheinlich fanden sich für den Verratsvorwurf nicht genügend Beweise, denn das Verfahren wurde im Juni 1648 niedergeschlagen. 1653 wurde er sogar noch zum High-Steward von Ipswich ernannt.
Nach der Restauration des Königtums stand er wieder auf der Seite der Monarchie. König Karl II. übertrug ihm erneut das Amt des Lord Lieutenants von Suffolk. Ferner wurde er Earl Marshal anlässlich der Krönung Karls II. im April 1661. Danach blieb er in der Gunst des Königs: Er wurde am 4. März 1665 Kammerherr (Gentleman of the Bedchamber), ein Amt, das er bis 1681 ausübte.
Wie sehr er in der Gunst des Königs stand, zeigt, dass er 1667 auch ein militärisches Kommando erhielt. Er wurde im Juli dieses Jahres Befehlshaber der Truppen bei Harwich, die die Landung holländischer Invasoren verhindern sollten.
Politisch war er ein Anhänger der Whig-Partei.
Howard war dreimal verheiratet, hatte aber nur zwei Töchter. So beerbte ihn sein Bruder George als Earl of Suffolk, während die Baronie Howard de Walden in Abeyance fiel.